# Niemenek
Niemenek (lit. Nemunėlis, łot. Mēmele) – rzeka w północnej Litwie i południowej Łotwie.
Wypływa z jez. Lūšna – 6 km na południe od Rakiszek i rozciąga się na dystansie 191 km z czego 75 km leży na Litwie, 76 km stanowi granicę litewsko-łotewską, a pozostałe 40 km leży na Łotwie. W Bowsku łączy się z rzeką Musza, dając początek Lelupie. W widłach Niemenka i Muszy tuż przed miejscem ich połączenia znajduje się zamek Bowski.